# Камедь рожкового дерева
Каме́дь бобов рожкового дерева (Е410) — пищевая добавка, относится к группе (Е400-Е499) стабилизаторов, загустителей, эмульгаторов.

## Свойства
- Вязкость 3100 сПз.
- Растворяется только в горячей воде (полное растворение при 85 °С), но существуют модификации, растворимые в холодной воде.
- Сильный синергист, оказывает большое влияние на функциональные свойства других коллоидов.
- Сохраняет и передаёт вкус различных ароматов в продукте.

## Описание
Получают из семян рожкового дерева.

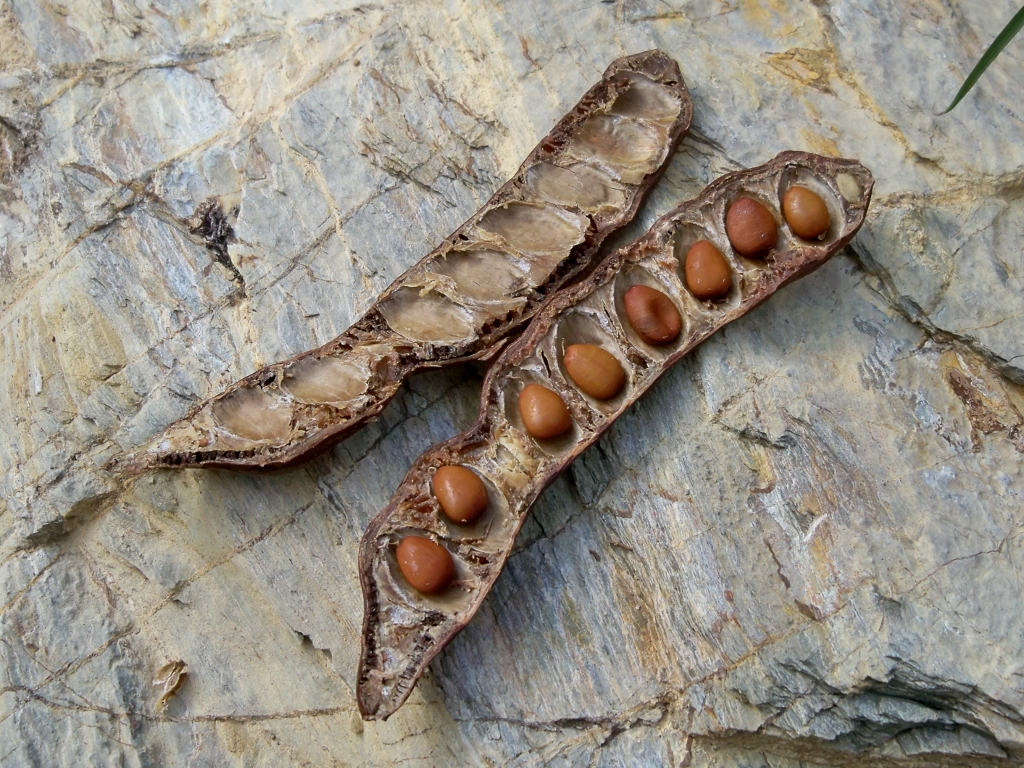
Плоды рожкового дерева (Ceratonia siliqua)

По химическому строению камедь рожкового дерева схожа с камедью гуара. Это полимер, состоящий из неионных молекул, которые представлены в виде 2000 остатков моносахаридов.
Камедь рожкового дерева является менее растворимой, нежели камедь гуара, при низких температурах. Она не растворяется в холодной воде, поэтому растворение должно происходить в процессе нагрева.
При охлаждении камедь рожкового дерева замедляет образование кристаллов льда, создавая структурированный гель.
Используется в качестве загустителя при приготовлении мороженого и различных замороженных десертов (в том числе молочных), сливочных сыров, соусов, в хлебопекарной промышленности.